# Большой Кумак
Большой Кумак (в верховье Кумак) — река в Оренбургской области России, левый приток Урала. Площадь водосбора 7900 км². Длина реки 212 км.

## Этимология
Название реки происходит от казахского слова Кумак что означает «песчаное место».

## География
Река Большой Кумак − левобережный приток Урала, впадает в него выше г. Орска на 1733 км от устья.
Густота речной сети 0,15−0,16 км/км². Русло реки песчано-глинистое, деформирующееся, зарастающее, шириной 5−40 м. Глубина на плёсах 2−3 м, на перекатах 0,25−0,40 м.

## Притоки
Объекты по порядку от устья к истоку ( км от устья: ← левый приток | → правый приток | — объект на реке ):
→ Курайла
→ 47 км: Мусогатка
← водоток от слияния рек Нижний Караус и Верхний Караус
→ Тастыбутак
→ 94 км: Караганды
← 97 км: Акжарка
→ 115 км: Карабутак
→ Солёная
→ 140 км: Джарлы
← 150 км: Каменка
← 155 км: Солёная
→ Сандырбек
→ 181 км: Кайракты
→ 192 км: Кокпекты
→ 195 км: Котансу
← Верхняя Славенская